# Äijäperäjärvi (Gällivare socken, Lappland, 749652-172115)
Äijäperäjärvi är en sjö i Gällivare kommun i Lappland och ingår i Kalixälvens huvudavrinningsområde. Sjön har en area på 0,107 kvadratkilometer och ligger 383,3 meter över havet.

## Delavrinningsområde
Äijäperäjärvi ingår i det delavrinningsområde (749778-171778) som SMHI kallar för Ovan 749800-172190. Medelhöjden är 444 meter över havet och ytan är 18,85 kvadratkilometer. Det finns inga avrinningsområden uppströms utan avrinningsområdet är högsta punkten. Vattendraget som avvattnar avrinningsområdet har biflödesordning 2, vilket innebär att vattnet flödar genom totalt 2 vattendrag innan det når havet efter 281 kilometer. Avrinningsområdet består mestadels av skog (71 procent) och sankmarker (27 procent). Avrinningsområdet har 0,35 kvadratkilometer vattenytor vilket ger det en sjöprocent på 1,9 procent.